# ラージプート級駆逐艦
ラージプート級駆逐艦（ラージプートきゅうくちくかん、英語: Rajput class destroyer）は、インド海軍の駆逐艦（ミサイル駆逐艦）の艦級。ラージプートの名称は、サンスクリット語の「王子」を意味する"rajaputra"に由来する。ソビエト連邦海軍が運用していた61型大型対潜艦（カシン型）をもとに、インド海軍の要請に応じた改正を加えた派生型であり、ソビエト連邦の設計番号としては61ME型、またNATOコードネームではカシンII級（Kashin-II class）と呼ばれた。

## 概要

### 建造
対潜艦の61-ME型は、61型の輸出向けプランとして立案された。その重武装から、61-ME型はソ連で建造された最初の重武装艦に数えられる。
1950年代後半以来、ソ連海軍では任務ごとに専門の艦艇を整備してきたが、1970年代末になると、61型をもとに艦対艦ミサイルを搭載した61-M型および61-MP型が事実上の多用途艦として認められるようになっていた。61型は成功した計画のひとつで、戦術的にも技術的にも重要な計画となった。
この艦に関心を寄せたのがインドであった。1974年、インドはセヴァストーポリへ視察団を送り、黒海艦隊の61-M型を見聞した。そして、61-M型こそが自国海軍にとって必要欠くべからざる原型艦であるという結論を出した。インド海軍の要求に対し61-M型に不足していたのは艦載ヘリコプター用の格納庫と強力な火砲であった。審議の結果、艦尾部分に搭載する76.2 mm自動砲AK-726と戦闘統禦装置「トゥレーリ」各1基を廃止し、代わって同所にヘリコプター格納庫とヘリコプター甲板を設けることとなった。また、艦首部分に搭載するAK-726は100 mm両用砲のAK-100に換装することが予定された。
この新しい派生形は、「輸出型」（Экспортный）を意味する「E」（Э）を加えて61-ME型（Проект 61-МЭ）と呼ばれることになった。原型となった61-M型との相違点は、搭載する艦対艦ミサイルがソ連国内向けのP-15M「テルミート」から輸出型のP-20「テルミート」に変更された点が挙げられた。一方、予定された100 mm砲の搭載は、AK-100の製造工場が造船所から遠かったことが原因で見送られた。この他、多用途艦として重要な装備である艦対空ミサイルは、改良型のM-1「ヴォルナーP」が搭載された。このシステムは、欺瞞対抗力を向上したV-601を運用できた。この他、対潜装備としてRBU-6000「スメールチ2」、533 mm魚雷発射管、近接防空火器としてラージプートからランジートまではMR-104「ルィーシ」射撃管制レーダーによって統禦されるAK-230対空機関砲が、ランヴィールとランヴィジャイにはMR-123「ヴィーンペル」射撃管制レーダーによって統禦されるAK-630対空多銃身機関砲が搭載された。
艦の建造は、すべてウクライナ・ソビエト社会主義共和国・ニコラーエフの61コムナール記念造船工場で実施された。まずはじめに3隻が起工され、続いて2隻が建造された。海上公試のために一時的にソ連海軍へ編入され、のちソ連海軍を除籍の上、
発注元のインド海軍へ引き渡された。1番艦が引き渡されたのは、1980年5月4日で、最終艦の引き渡しが完了したのは1988年のことであった。

### 幾度の近代化改修
インドへ引き渡されたラージプート級は、駆逐艦として海軍で運用されている。ラージプート級は、その長年に亙る運用の中でインド海軍の事情に合わせて幾度かの改修を受けた。まず、1993年から1994年にかけてイタリア・セレニア社製の新しい戦術情報処理装置IPN-10を装備した。改修作業は、当初はウクライナの支援の下での実施が検討されていたが、最終的にインドはロシアとの協力体制に切り替えられた。
1番艦ラージプートは、インドとロシアが共同で開発を進めている新型巡航ミサイルの発射実験の試験艦に選ばれている。2003年2月12日と11月23日、2004年11月3日、2005年4月15日の4度に亘って実施された発射実験では、ラージプート艦上より標的艦目掛けてPJ-10「ブラモス」艦対艦ミサイルが発射された。標的艦は破壊され、実験は成功裏に終了したと報告された。この試験のため、ラージプートはP-20用の円筒形の単装発射機4基の内1基を下ろし、代わりに箱型の連装発射機1 基を搭載した。その後、2007年3月にはさらに改修が施されたラージプート艦上よりプリットヴィーIIIミサイルの発射実験が成功裏に実施されている。また、4番艦ランヴィールは後部M-1「ヴォルナーP」艦対空ミサイル発射機を撤去しPJ-10「ブラモス」用のVLSを搭載した。
対空装備の改修としては、2番艦ラーナと3番艦ランジートは近接防空火器をAK-230対空機関砲からAK-630対空多銃身機関砲へ換装し、4番艦ランヴィールと5番艦ランヴィジャイはAK-630対空多銃身機関砲を2基撤去し、イスラエル製バラク-1艦対空ミサイルのVLSを搭載した。これら改修に併せレーダーも一部国産ないしイスラエル製へ換装されている。
この他、小さな変更としては、搭載機が当初のKa-25PLからKa-27PLの輸出型であるKa-28に変更されている。

### 活動
2003年6月23日には3番艦ランジートは、スカーニャ級哨戒艦のスヴァルナとともにモザンビークを訪れ、外交上の任務に従事した。その後、モザンビーク海軍の訓練に協力した。
この他、ラージプート級は国内外でインド海軍が行う演習やパレード、外国への親善訪問へ積極的に送り出されており、ランヴィジャイは日本にも来航している。

## 兵装・電装要目表
|        | D51                                                                        | D52, 53                                                    | D54, 55                                        |
| ------ | -------------------------------------------------------------------------- | ---------------------------------------------------------- | ---------------------------------------------- |
| 武装   | AK-726 76.2 mm連装両用砲×1 基 （弾薬 1,200発）                             | AK-726 76.2 mm連装両用砲×1 基 （弾薬 1,200発）             | AK-726 76.2 mm連装両用砲×1 基 （弾薬 1,200発） |
| 武装   | AK-230 30 mm連装機関砲×4基                                                 | AK-630 30mmガトリング砲×4基                                | AK-630 30mmガトリング砲×2基                    |
| 武装   | M-1 ヴォルナSAM連装発射機×2基（D54 1基） （V-601ミサイル×32発; D54は16発） |                                                            |                                                |
| 武装   | －                                                                         | －                                                         | バラク-1 短SAM用VLS（8セル）×4基               |
| 武装   | －                                                                         | －                                                         | PJ-10 SSM用VLS（8セル）×1基（D54のみ）         |
| 武装   | P-20 SSM単装発射機×4 基                                                    |                                                            |                                                |
| 武装   | RBU-6000 12連装対潜ロケット発射機×2基 (RGB-60ロケット弾192 発）            |                                                            |                                                |
| 武装   | PTA-53-61 5連装魚雷発射管×1 基                                             |                                                            |                                                |
| 艦載機 | Ka-25PLOまたはKa-28×1 機                                                   | Ka-25PLOまたはKa-28×1 機                                   | Ka-25PLOまたはKa-28×1 機                       |
| C4ISR  | プランシェート61戦術情報処理装置                                           | プランシェート61戦術情報処理装置                           | プランシェート61戦術情報処理装置               |
| C4ISR  | 4R-90「ヤタガーン」（ZIF-101用FCS）×2 基（D54は1基）                       |                                                            |                                                |
| C4ISR  | MR-105「トゥレーリ」（主砲用FCS）×1 基                                     |                                                            |                                                |
| C4ISR  | MR-104「ルィーシ」またはMR-123「ヴィーンペル」                             |                                                            |                                                |
| C4ISR  | －                                                                         | －                                                         | EL/M-2221 STGR（バラク用FCS）×2 基             |
| C4ISR  | MR-310「アンガラーA」低空警戒/対水上用                                     | MR-310「アンガラーA」低空警戒/対水上用                     | EL/M-2238 STAR                                 |
| C4ISR  | －                                                                         | MR-500またはバーラト RAWL-02 (シグナール LW-08) 対空捜索用 | －                                             |
| C4ISR  | ヴォールガ水上捜索照準用                                                   |                                                            |                                                |
| C4ISR  | －                                                                         | バーラトFT13-S/M 戦術航法装置                              | －                                             |
| C4ISR  | 「プラーチナ」ソナー                                                       |                                                            |                                                |
| 電子戦 | 電子戦対抗装置「ザリーフ」×1 基                                            | 電子戦対抗装置「ザリーフ」×1 基                            | 電子戦対抗装置「ザリーフ」×1 基                |
| 電子戦 | 電子戦対抗装置「クラープ11」×2 基                                          |                                                            |                                                |
| 電子戦 | 電子戦対抗装置「クラープ12」×2 基                                          |                                                            |                                                |
| 電子戦 | デコイ発射機PK-16×2 基                                                     |                                                            |                                                |

## 同型艦
| #   | 艦名                        | 建造所                   | 起工            | 竣工            | 就役            | 退役           | 配備先               |
| --- | --------------------------- | ------------------------ | --------------- | --------------- | --------------- | -------------- | -------------------- |
| D51 | ラージプート INS Rajput     | 61コムナール記念造船工場 | 1976年 9月11日  | 1979年 11月30日 | 1980年 9月30日  | 2021年 5月21日 | 除役                 |
| D52 | ラーナ INS Rana             | 61コムナール記念造船工場 | 1976年 11月29日 | 1981年 9月30日  | 1982年 6月28日  | 就役中         | ヴィシャーカパトナム |
| D53 | ランジート INS Ranjit       | 61コムナール記念造船工場 | 1977年 6月29日  | 1983年 7月20日  | 1983年 11月24日 | 2019年 5月6日  | 除役                 |
| D54 | ランヴィール INS Ranvir     | 61コムナール記念造船工場 | 1981年 10月24日 | 1985年 12月30日 | 1986年 10月28日 | 就役中         | ヴィシャーカパトナム |
| D55 | ランヴィジャイ INS Ranvijay | 61コムナール記念造船工場 | 1982年 3月19日  | 1987年 10月15日 | 1988年 1月15日  | 就役中         | ヴィシャーカパトナム |